# Globocreagris theveneti
Globocreagris theveneti är en spindeldjursart som först beskrevs av Simon 1878.  Globocreagris theveneti ingår i släktet Globocreagris och familjen helplåtklokrypare. Inga underarter finns listade i Catalogue of Life.